# Škoda 14TrE
Škoda 14TrE – zmodernizowana wersja czechosłowackiego trolejbusu Škoda 14Tr. Była produkowana w II poł. lat 90. XX wieku dla amerykańskiego miasta Dayton w stanie Ohio.

## Konstrukcja i modernizacje
W 1994 roku Škoda i AAI Baltimore założyły spółkę ETI Baltimore. Rok później w wyniku współpracy wyprodukowano trzy pierwsze pojazdy 14TrE z części przywiezionych z Czech. Były one pojazdami demonstracyjnymi (różniły się niektórymi elementami od pozostałych 14TrE). W 1996 roku trafiły one do Daytonu. Pozostałe trolejbusy dla tego miasta wyprodukowano w latach 1997–1999.
Trolejbus 14TrE pochodzi z modelu 14Tr. Jest to dwuosiowy trolejbus z karoserią samonośną. Zmieniono wygląd przodu i tyłu, a z prawej strony umieszczono tylko dwoje dwuskrzydłowych składanych drzwi (przednie i tylne).

## Dostawy
W latach 1995–1999 wyprodukowano 57 sztuk tych trolejbusów.
| Państwo           | Miasto         | Lata dostaw    | Liczba | Numery taborowe      | Uwagi                 |             |
| ----------------- | -------------- | -------------- | ------ | -------------------- | --------------------- | ----------- |
| Stany Zjednoczone | Dayton         | 1995–1999      | 57     | 9601–9603, 9801–9854 | 9601–9603 – prototypy | [ 1 ] [ 2 ] |
| Łączna liczba:    | Łączna liczba: | Łączna liczba: | 57     |                      |                       |             |